# Пірра
Пірра (грец. Pyrrha) — дочка Епіметея й Пандори, дружина Девкаліона.
За давньогрецькою міфологією Пірра була першою смертною жінкою, яку створили грецькі боги. Її чоловіком був Девкаліон. Під час Всесвітнього потопу подружжя врятувалось і за наказом богів відновили мешканців землі. Пірра і Девкаліон набрали каміння, з каменів, що кидала Пірра, відроджувались жінки, з кинутих каменів Девкаліона виникали чоловіки. Міфологічна тема користувалась популярністю в добу бароко, коли низка італійських майстрів звернулася до візуального відтворення сюжетів, узятих з «Метаморфоз» Овідія.